# Casa do Sport Lisboa e Benfica em Macau
Pour les articles homonymes, voir Benfica (homonymie).
Maillots
Le Casa do Sport Lisboa e Benfica em Macau (en chinois : 澳门体育之家里斯本和本菲卡), plus couramment abrégé en Benfica Macau ou simplement Benfica, est un club de football macanais fondé en 1951 et basé sur l'île de Taipa, à Macao.

## Histoire du club
Fondé à Taipa le 17 octobre 1951 sous le nom de Sport Lisboa e Benfica, c'est une équipe filiale du club portugais du Benfica Lisbonne. Il compte cinq titres à son palmarès : trois titres de champion de Macao et deux Coupes de Macao. C'est l'un des meilleurs clubs de Macao depuis ses débuts en première division, en 2012.
Le club débute en Primeira Divisão lors de la saison 2012, où il réussit à terminer à la troisième place du classement, juste derrière Windsor Arch Ka I. Les quatre saisons suivantes sont fastes avec trois titres de champion, une place de dauphin, deux victoires en Coupes (plus une finale perdue en 2015).
Le retour de Macao en Coupe de l'AFC en 2016 a permis au SL Benfica de participer à une compétition continentale, une première depuis 2002 pour une équipe macanaise. La campagne 2016 s'achève brutalement avec deux défaites en deux rencontres.

## Palmarès
| Compétitions nationales |
| --- |
| - Championnat de Macao (7) : - Champion : 2014, 2015, 2016, 2017, 2018, 2020, 2024. - Vice-champion : 2013. - Coupe de Macao (3) : - Vainqueur : 2013, 2014 et 2017. - Finaliste : 2015. |

## Présidents du club
- Duarte Alves